# Твін-Оукс (Оклахома)
Твін-Оукс (англ. Twin Oaks) — переписна місцевість (CDP) в США, в окрузі Делавер штату Оклахома. Населення — 328 осіб (2020).

## Географія
Твін-Оукс розташований за координатами 36°11′33″ пн. ш. 94°49′18″ зх. д. / 36.19250° пн. ш. 94.82167° зх. д. (36.192621, -94.821738).  За даними Бюро перепису населення США в 2010 році переписна місцевість мала площу 6,21 км², уся площа — суходіл.

## Демографія
Згідно з переписом 2010 року, у переписній місцевості мешкало 198 осіб у 64 домогосподарствах у складі 49 родин. Густота населення становила 32 особи/км².  Було 74 помешкання (12/км²).
Расовий склад населення:
| - 47,0 % — корінних американців - 35,4 % — білих - 9,1 % — азіатів |

До двох чи більше рас належало 8,6 %. Частка іспаномовних становила 4,0 % від усіх жителів.
За віковим діапазоном населення розподілялося таким чином: 28,8 % — особи молодші 18 років, 60,6 % — особи у віці 18—64 років, 10,6 % — особи у віці 65 років та старші. Медіана віку мешканця становила 34,5 року. На 100 осіб жіночої статі у переписній місцевості припадало 98,0 чоловіків;  на 100 жінок у віці від 18 років та старших — 98,6 чоловіків також старших 18 років.
Середній дохід на одне домашнє господарство  становив 41 121 долар США (медіана — 39 444), а середній дохід на одну сім'ю — 45 429 доларів (медіана — 52 833). За межею бідності перебувало 15,0 % осіб, у тому числі 0,0 % дітей у віці до 18 років та 15,1 % осіб у віці 65 років та старших.
Цивільне працевлаштоване населення становило 60 осіб. Основні галузі зайнятості: освіта, охорона здоров'я та соціальна допомога — 40,0 %, науковці, спеціалісти, менеджери — 20,0 %, транспорт — 15,0 %, роздрібна торгівля — 13,3 %.